# Stenjak
Stenjak (cyr. Стењак) – wieś w Bośni i Hercegowinie, w Republice Serbskiej, w gminie Teslić. W 2013 roku liczyła 1071 mieszkańców.